# Nectandra furcata
Nectandra furcata (Ruiz & Pav.) Nees – gatunek rośliny z rodziny wawrzynowatych (Lauraceae Juss.). Występuje endemicznie w Peru. 

## Morfologia
PokrójZimozielone drzewo lub krzew dorastające do 6–12 m wysokości.
LiścieMają kształt od eliptycznie lancetowatego do owalnie lancetowatego. Mierzą 10–15 cm długości oraz 3–6 szerokości. Są skórzaste. Nasada liścia jest ostrokątna. Liść na brzegu jest całobrzegi. Wierzchołek jest spiczasty. Ogonek liściowy jest owłosiony i dorasta do 12 mm długości.
KwiatySą zebrane w wiechy. Rozwijają się w kątach pędów. Płatki okwiatu pojedynczego mają podłużny kształt i białą barwę.